# Věž Čučche

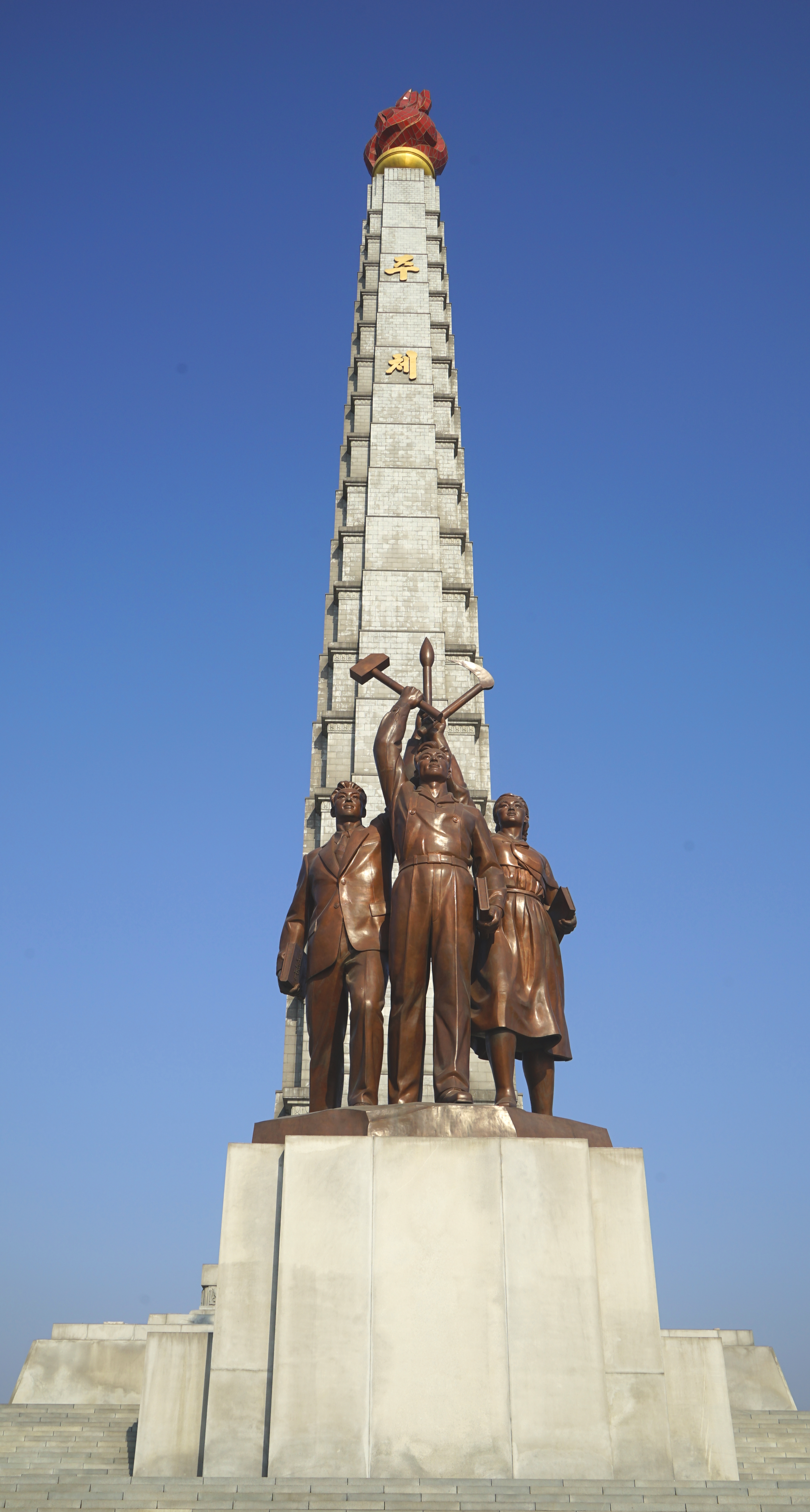
Věž Čučche v roce 2015

Věž Čučche je památník v Pchjongjangu. Je to 170 m vysoká věž, která symbolizuje ideály severokorejské formy komunismu – Čučche. Patří mezi nejvýznamnější památky města.
Věž stojí v obvodě Tädongganggujŏk na východní straně města u řeky, naproti Kim Ir-senovu náměstí. Postavena byla v roce 1982 na počest 70. narozenin tohoto severokorejského vůdce. Říká se o ní, že ji prý i sám navrhl.
Je vysoká 170 m; je čtyřhranného půdorysu a směrem k vrcholku se zužuje. Tvoří ji 25 550 bloků žuly. Tento počet byl zvolen záměrně, neboť představuje součin čísel 365 (dny v roce) a 70 (věk Kim Ir-Sena při dokončení věže), přestupné dny samozřejmě nebyly započítány. Na vrcholu celé věže se nachází 20 m vysoká, 45 tun vážící pochodeň zhotovená z kovu, která je osvícená.
Součástí celé stavby je také 30 m vysoké sousoší, které tvoří tři postavy. Jedna z nich drží v ruce kladivo (dělník), druhá srp (rolník) a třetí štětec (má symbolizovat pracující inteligenci). Kromě těchto tří postav je tu také dalších šest menších skupin soch, z nichž každá je vysoká 10 m a má představovat různé další aspekty severokorejské ideologie. Nedaleko celé věže se pak nachází 82 pamětních desek, které byly věnovány ze zahraničí. 